# Formica latinodosa
Formica latinodosa é uma espécie de formiga do gênero Formica, pertencente à subfamília Formicinae.